# Sonia Alconini
Sonia Alconini Mujica (1965) es una antropóloga, y arqueóloga boliviana, especializada en el desarrollo socioeconómico y político de las culturas formativas de civilizaciones andinas en las tierras altas bolivianas alrededor del lago Titicaca. Su trabajo evidencia en los descubrimientos las interacciones del Inka en la frontera boliviana sin dominación y más allá probó que la tortura ritual se utilizaba por sociedades formativas como medios de control político.

## Biografía
Alconini nació en 1965 en Bolivia y desarrolló un interés temprano en las formaciones políticas de sociedades andinas y el uso de la arqueología para mejorar el entendimiento de relaciones culturales.

## Trayectoria
En 1992,  participó en el  Proyecto Arqueológico Taraco de la UC Berkeley en cultura chiripa, un proyecto actual enfocado en desentrañar el desarrollo socioeconómico y político del Periodo Formativo de la cuenca del Lago Titicaca. Fragmentos cerámicos hallados en excavaciones en el sitio de Chiripa, Chiripa-Mamani, y las fases de civilización Tiwanaku III, IV, y V.
Completó su licenciatura en 1993 por la Universidad Mayor de San Andrés en La Paz[3] estudiando en la Universidad de Pittsburgh, ganando el grado de M.Sc. en antropología en 2000 y un PhD en arqueología en 2002. En 2004, fue contratada como profesora ayudante en la Universidad de Texas en San Antonio y en 2010, fue promovida a profesora asociada en el Departamento de Antropología.
Sus primeras investigaciones se centraron en la expansión Inka en las tierras altas bolivianas y su impacto en las civilizaciones en el área, mostrando las interacciones entre culturas más que en la dominación.[5] Ganó una subvención de la Fundación de Ciencia Nacional de EE. UU. en 2007 explorando las fronteras de la expansión del Inka y clarificar cambios antes y después del contacto Inka. El objetivo del proyecto era determinar cómo los contactos con el Inka afectaron los patrones de poblamiento efectuado y la economía política del área. En 2009, hizo excavaciones en el valle de Charazani, el centro imperial antiguo del Kallawayas, en un sitio llamado Pata Kaata cedió ideas nuevas a la evolución del área, la gama de actividades qué tuvo lugar en sus sitios sagrados, el proceso utilizado para mantener legitimidad política y la jerarquía de las culturas en las fronteras del lago Titicaca. En 2013, su colaboración con Sara Becker de la Universidad de California en Riverside en el sitio Wata Wata, descubriendo tres esqueletos, dos perteneciendo a mujeres. El examen mostró actos rituales de violencia, incluyendo decapitación y extracción de los ojos sin señal de daño de batalla. El descubrimiento hundió una antigua creencia de que las imágenes de la violencia eran representaciones literarias ilustrativas. Su valoración de la evidencia concluyó que los habitantes del Imperio Tiwanaku en la región Kallawaya, de Bolivia, utilizaron el  comercio, religión, y violencia ritual como estrategias políticas para retener poder.

## Obra

### Algunas publicaciones
- Alconini, Sonia (1991). «Algunas reflexiones sobre la formación de la arqueología en Bolivia». Etnología (La Paz, Bolivia) 15 (19): 57-68.

- Alconini Mujica, Sonia (1993). La cerámica de la pirámide akapana y su contexto social en e estado de Tiwanaku (Tesis de Licenciatura). La Paz, Bolivia: Universidad Mayor de San Andrés.

- Alconini Mujica, Sonia (1995). Rito, símbolo e historia en la pirámide de Akapana, Tiwanaku: un análisis de cerámica ceremonial prehispánica. La Paz, Bolivia: Editorial Acción. (enlace roto disponible en Internet Archive; véase el historial, la primera versión y la última).

- Alconini, Sonia (2002). Prehistoric Inka Frontier Structure and Dynamics in the Bolivian Chaco (PhD). Pittsburgh, Pennsylvania: University of Pittsburgh.

- Alconini, Sonia (2003). «Mujeres de élite en los albores del Imperio Inka: guerra y legitimación política». Textos Antropológicos (La Paz, Bolivia: Universidad Mayor de San Andrés) 14 (2): 149-158.

- Alconini, Sonia (2005). «Resumen de las excavaciones en el asentamiento Yoroma. Region Oroncota: Efectos de la politica Inka en un centro administrativo Yampara». Revista Nuevos Aportes (La Paz, Bolivia: ArqueoBolivia) (3): 46-55.

- Alconini, Sonia (25 de agosto de 2007). «La ocupación Inka en Charazani: Arquitectura de poder y reocupación de espacios sagrados (un avance de investigación)». Anales de la XXI Reunión Annual de Etnologia (La Paz, Bolivia: MUSEF) (3): 59-62.

- Alconini, Sonia (2008).  Izeta, Andrés D., ed. El Inkario en los valles del Sur Andino Boliviano: los Yamparas entre la arqueología y etnohistoria. South American Archaeology Series IV. Oxford, England: British Archaeological Reports International Series 10784.

- Malpass, Michael A.; Alconini, Sonia (2010). Distant Provinces in the Inka Empire: Toward a Deeper Understanding of Inka Imperialism. Iowa City: University of Iowa Press. ISBN 978-1-58729-933-9.

- Becker, Sara K; Alconini, Sonia (marzo de 2015). «Head extraction, interregional exchange, and political strategies of control at the site of Wata Wata, Kallawaya territory, Bolivia, during the transition between the Late Formative and Tiwanaku periods (A.D. 200-800)». Latin American Antiquity (Washington, DC: Society for American Archaeology) 26 (1): 30-48.